# Drive Angry
(Tag-line del film.)
Drive Angry, conosciuto anche come Drive Angry 3D, è un film del 2011 diretto da Patrick Lussier.
Pellicola statunitense in 3D con protagonisti Nicolas Cage, Amber Heard e William Fichtner.
Il film è stato proiettato in anteprima il 23 luglio 2010 al San Diego Comic-Con International e distribuito in tutti gli Stati Uniti a partire dal 25 febbraio 2011. In Italia è stato distribuito a partire dall'8 aprile 2011.

## Trama
John Milton è un criminale fuggito dall'Inferno per uccidere Jonah King, leader di una setta satanica che ha ucciso la figlia di Milton e che ha rapito la sua nipotina con l'intento di sacrificarla in un rituale satanista.
Dopo aver interrogato alcuni seguaci di King, Milton scopre che il rito si svolgerà a Stillwater, una prigione della Louisiana. Durante il viaggio l'auto di Milton si danneggia e deve perciò fermarsi in una tavola calda, dove incontra Piper, una cameriera che in seguito aiuterà Milton durante il suo viaggio. Durante il ritorno verso casa, la macchina di Piper va in panne e Milton, che stava proseguendo a piedi, l'aiuta a ripararla in cambio di un passaggio. Quando Piper arriva a casa del suo fidanzato, dopo aver fatto scendere Milton ed essere entrata in casa, scopre che questi la sta tradendo: i due litigano e la ragazza cade a terra. Milton allora interviene, atterra Frank, e soccorre Piper quasi priva di sensi. I due prendono la macchina del fidanzato di Piper (della quale lei sta pagando le rate, visto che lui è senza lavoro), una Dodge Charger del '69, e porta via con sé la ragazza.
Nel frattempo, un agente al servizio di Satana chiamato Il contabile arriva sulla Terra con la missione di riportare Milton all'Inferno. Dopo aver interrogato Frank scopre che Milton e Piper sono diretti in Louisiana e, facendosi aiutare dalla polizia spacciandosi per un agente dell'FBI, si mette all'inseguimento dei due. 
Dopo esser stati attaccati da King e dai suoi uomini ed essere riusciti a fuggire, i due incontrano Webster, un amico di Milton, il quale fornisce loro una nuova auto. Qui Piper scopre che Milton abbandonò la figlia per proteggerla dai suoi ex compagni e anche che per questo motivo la figlia di Milton fu facilmente manipolata da King. Scopre anche che la Godkiller, la pistola che l'uomo si porta sempre dietro, è stata rubata da Milton a Satana stesso e che ha il potere di distruggere completamente un'anima, impedendole quindi di andare in Paradiso o all'Inferno. Intanto, il Contabile scopre che Milton sta cercando di salvare la sua nipotina dall'essere sacrificata e decide quindi di aiutarlo, perché se c'è una cosa che odia più delle anime fuggitive sono le anime innocenti sacrificate da pazzi. Alla fine di una sconvolgente battaglia contro King e i suoi uomini in cui partecipano anche Il contabile e Piper, King viene ucciso dalla Godkiller e Milton, dopo aver affidato la nipote a Piper e Webster, torna all'Inferno con Il contabile con la promessa di ricevere un trattamento migliore per gli atti di eroismo. Milton tuttavia afferma di trovarsi scomodo lì e che quando sarà stufo scapperà di nuovo. Il contabile ammette divertito che non vede l'ora che succeda di nuovo per tornare ad inseguirlo.

## Accoglienza
Il film ha ricevuto recensioni contrastanti da parte della critica. James Kendrick lo ha descritto come "forte, feroce, insipido e insensato" e ha aggiunto che "tuona contro lo spettatore da tutte le direzioni con un selvaggio abbandono che è più fastidioso e disperato che incoraggiante". Mark Jenkins del The Washington Post ha detto che "anche guardandolo in modo superficiale risulta essere noioso. Inoltre, con il proseguire della storia, il film diventa sempre meno convincente".
Oltre alle critiche negative il film ha anche ricevuto alcune recensioni positive. Elizabeth Weitzman del Daily News ha scritto che "Drive Angry è pura adrenalina e che risulta, a suo modo, un piacere per gli occhi." Anche Philip French del The Observer ha gradito il film e ha scritto: "Spesso, quando c'è qualche attore in difficoltà, il diavolo ci mette la coda. E così ecco Nicolas Cage impegnato in un horror satanico, molto stravagante e (se vi piace il genere) anche divertente. Cage interpreta John Milton (eh sì), un outsider un po' pazzo che deve guidare dal Colorado alla Louisiana per impedire a una setta religiosa di sacrificare la sua nipotina. Lungo la strada è seguito da un sinistro personaggio che si fa chiamare The Accountant (Il contabile), interpretato da un impassibile William Fichtner: la prova che oltre a vestire Prada, il diavolo indossa anche Hugo Boss".
Anche in Italia la critica si è divisa. Maurizio Porro sulle pagine del Corriere della Sera scrive "È uno di quei film in cui non funziona niente, neppure la cassiera che stacca il biglietto col rincaro di inutili 3D. Il regista, chiamiamolo pure così, Patrick Lussier si diverte (solo lui, giuro) in quest'accozzaglia violenta per minorenni in multiplex. Nicolas Cage se avesse dignità dovrebbe togliersi il parrucchino e restituire l'Oscar". Anche Massimo Bertarelli de Il Giornale spara a zero sul film dicendo "Prima avvertenza: tappatevi le orecchie. Seconda: non contate i morti. (...) Sparatorie a non finire e qualche goccia di ironia nel mare di sangue. Però non dovete chiedere a nonno Cage di cambiare espressione, nemmeno se un proiettile gli trapassa un occhio".
Critiche positive arrivano invece da Francesco Alò de Il Messaggero che scrive "Chi non vorrebbe vedere Nicolas Cage con i capelli biondo ossigenati bere birra dal cranio di un satanista? Per scoprire se avrete questo privilegio, vi consigliamo di viaggiare a tutta velocità dentro Drive Angry 3D diretto dal Patrick Lussier reduce dall'incassone di San Valentino di sangue 3D. (...) Intrattenimento coatto molto simpatico con un 3D basilare (oggetti e pallottole scagliati contro di noi) ma efficace. Lo squinternato Fichtner è da Oscar." Altra critica positiva arriva da Alessandro De Simone che su film.it scrive "Patrick Lussier, regista di Drive Angry, girato oltretutto con un buon 3D, utilizzato in maniera efficace e divertente, non vuole dare adito a fraintendimenti e imposta il film sin dalla prima scena in maniera molto precisa, deliziando lo spettatore con spettacolari inseguimenti d'auto, cruente sparatorie ed esplosioni fragorose. Tutto molto politicamente scorretto, con parolacce, scene di sesso, nudi integrali e situazioni sopra le righe, questo prodotto, nella sua assoluta follia anticommerciale e nelle sue non poche derive trash, finisce con l'essere una delle opere più libere del panorama cinematografico recente, paragonabile al Machete di Robert Rodriguez", aggiunge inoltre che "Nicolas Cage offre l'ennesima interpretazione alimentare, a cui riesce a dare però un'ironia molto maggiore rispetto alle sue ultime uscite, Amber Heard è di una bellezza disarmante, ma soprattutto davvero eccezionale è l'interpretazione di William Fichtner nei panni del Contabile, demoniaco e serafico personaggio per cui auspichiamo un sequel a questa follia cinematografica senza capo né coda, se non addirittura uno spin-off tutto suo."
Il film ha ricevuto due nomination durante i Razzie Awards 2011: Peggior attore protagonista per Nicolas Cage e Peggior coppia, condiviso tra Nicolas Cage e chiunque appaia sullo schermo insieme a lui.

### Incassi
Drive Angry è considerato un flop, in quanto ha avuto incassi minori di quelli previsti. Ha debuttato al nono posto in classifica con un incasso di 1,6 milioni di dollari, inferiore di 5 milioni rispetto a quello previsto. Ha avuto il record negativo per l'incasso più basso all'apertura di un film 3D distribuito in più di 2000 sale fino alla distribuzione di Hoodwinked Too! Hood vs. Evil avvenuto due mesi dopo. Il film ha avuto maggior successo a livello internazionale, guadagnando 29.396.302 dollari, ma nonostante ciò non è riuscito a rientrare nel proprio budget.